# Харківський державний університет харчування та торгівлі
Харківський державний університет харчування та торгівлі —  державний вищий навчальний заклад IV рівня акредитації, підпорядкований Міністерству освіти і науки України,  розташований у Харкові. Має 3 навчальні корпуси загальною площею навчальних приміщень 28 412 м², 2 студентські гуртожитки на 935 місць, палац студентів «Сучасник» тощо.
Реорганізовано у 2021 році, шляхом приєднання до складу нового Державного біотехнологічного університету.

## Історія
Університет свою передісторію від Комерційного училища імені імператора Олександра III (1893—1919). У грудні 1911 р. Губернське земське зібрання задовольнило клопотання Харківської купецької громади про створення на базі училища Харківського комерційного інституту. Однак він був створений лише на початку 1916/1917 навчального року та проіснував до середини 1918 року.
У 1929 р. було відкрито Харківський інститут радянської торгівлі з підготовки фахівців вищої кваліфікації для системи торгівлі та харчування. Друга Світова війна тимчасово призупинила діяльність інституту. Після війни у Харкові було відкрито Інститут радянської торгівлі, який у 1959 р. було переведено в м. Донецьк. В Харкові залишився вечірньо-заочний факультет Донецького інституту радянської торгівлі, на базі якого 1 липня 1967 р. було створено Харківський інститут громадського харчування. Інститут здійснював підготовку фахівців за 5 спеціальностями: «Технологія та організація громадського харчування»; «Економіка торгівлі»; «Бухгалтерський облік»; «Товарознавство та організація торгівлі промисловими товарами»; «Товарознавство та організація торгівлі продовольчими товарами». 
У 1992 році Харківський інститут громадського харчування  підпорядковано Міністерству зовнішньо-економічних зв'язків і торгівлі України.
Постановою Кабінету Міністрів України № 719 від 25 грудня 1993 року інститут громадського харчування передано в функціональне управління Мінстерства освіти України.
Постановою Кабінету Міністрів України № 224 від 20 квітня 1994 року на базі Інституту громадського харчування було створено Харківську державну академію технології та організації харчування. 11 квітня 2000 р. академія акредитована як вищий заклад освіти IV рівня акредитації.
Відповідно до розпорядження Кабінету Міністрів України від 11 жовтня 2002 року № 577-р та наказу Міністерства освіти і науки України № 628 від 1 листопада 2002 року перейменовано на Харківський державний університет харчування та торгівлі.

## Ректори
- Бережний Іван Григорович (1967—1988)

Першим ректором Харківського інституту громадського харчування був Іван Григорович Бережний. У 1946 р. вступив до Харківського інституту радянської торгівлі, який він закінчив у 1949 р. за спеціальністю «Товарознавство продовольчих товарів». Після закінчення ВНЗ працював у відділі торгівлі облвиконкому, а з 1949 р. по 1957 р.– на різних посадах обласного управління торгівлі Харкова. Протягом 12 років був депутатом Харківської міської ради. Визнання організаторських здібностей і професіоналізму І.Г. Бережного, його постійна турбота про поліпшення кадрового потенціалу галузей торгівлі та громадського харчування зумовили його призначення в 1967 р. ректором першого та єдиного в СРСР Харківського інституту громадського харчування. На цій посаді Іван Григорович працював до 1988 р. У 1970 р. йому присуджено на науковий ступінь кандидата економічних наук, у 1971 р. – учене звання доцента, а в 1980 – учене звання професора кафедри «Економіки громадського харчування та торгівлі». 
Йому належить авторство понад 40 наукових робіт, зокрема першого підручника й навчального посібника з організації підприємств громадського харчування, 2 підручника з економіки та планування громадського харчування, 7 монографій. В інституті були побудовані новий навчальний корпус і студентський гуртожиток, після введення в дію яких ХІГХ отримав «територіальну цілісність» Трудові заслуги Івана Григоровича були відзначені державними нагородами: орден «Знак пошани», медаль за доблесну працю «В ознаменування 100-річчя з дня народження В. І. Леніна», медаль «Ветеран праці». У 1982 р. І. Г. Бережному було присвоєно почесне звання Заслужений працівник вищої школи Української РСР.
- Бєляєв Михайло Іванович (1988—1991)

У березні 1988 р. на розширеному засіданні Вченої ради було обрано нового ректора. Ним став проректор з наукової роботи, доктор технічних наук, професор Михайло Іванович Бєляєв. У 1969 р. М. І. Бєляєва запрошують до Харківського інституту громадського харчування очолити нову кафедру обладнання підприємств громадського харчування У 1971 р. у віці 34 років Михайло Іванович був затверджений у вченому званні доцента. Саме на початок сімдесятих років прийшлося не тільки становлення кафедри обладнання, але й фундація його наукової школи. У 1976 р. за успіхи в навчальній та науковій роботі М.І. Бєляєв був нагороджений орден «Знак Пошани». У 1978 р. Михайла Івановича представили Міністру торгівлі УРСР у зв’язку із пропозицією про його обрання на посаду проректора інституту з наукової роботи. У червні 1981 р. у спецраді у спецраді Одеського технологічного інституту харчової промисловості ім. Ломоносова Бєляєв захищає дисертацію на здобуття наукового ступеня доктора технічних наук. У наступному році, у віці 43 років 1981 р.  отримує вчене звання професора. На початку перебудови в березні 1988 р. в Харківському інституті громадського харчування відбулися перші демократичні вибори ректора. Одним із двох кандидатів на посаду ректора був професор М.І. Бєляєв, який стає першим обраним, а не призначеним ректором інституту. Новий ректор намагається втілити в життя всі без винятку пункти своєї програми. В інституті було відкрито аспірантуру зі спеціальностей «Технологія продуктів громадського харчування», «Процеси й апарати харчових виробництв». Завдяки наполегливості М. І. Бєляєва та згідно з вимогами часу в інституті було організовано два нових факультети – механічний та менеджменту, відбулося відкриття нових навчальних та наукових лабораторій, був закладений та майже побудований комбінат харчування, створений дослідно-виробничий цех з безвідходної технології переробки сільськогосподарської птиці. Динамічно й продуктивно працювала наукова школа професора М. І. Бєляєва, щороку захищалися 3–4 кандидатські дисертації, відбулися захисти перших докторських дисертацій. У 1991 р. професору М. І. Бєляєву першому серед фахівців громадського харчування СРСР було присвоєне звання члена-кореспондента Всесоюзної академії сільськогосподарських наук імені Леніна. У жовтні 1991 р. під час службового відрядження до Монголії Михайло Іванович передчасно пішов з життя. Доля відвела М. І. Бєляєву всього 53 роки. Спадщина М.І. Бєляєва – це, перш за все, його учні, із яких 7 докторів наук, 44 кандидати наук, близько 10 тисяч фахівців ресторанного господарства, торгівлі, харчової промисловості, які працюють не тільки в Україні, але й у багатьох інших країнах світу. За результатами наукових досліджень М. І. Бєляєва опубліковано 7 монографій, 8 підручників та наукових посібників, отримано 117 авторських свідоцтв і патентів на винаходи.
Його ім’ям названо зал засідань вчених рад університету, де встановлено його погруддя. У музеї університету Михайлу Івановичу присвячений окремий стенд. В університеті запроваджена щорічна іменна стипендія М. І. Бєляєва, присуджувана найкращому студенту інженерних факультетів. Кафедра устаткування підприємств харчування із жовтня 2013 р. носить його ім’я. Віднині це – кафедра устаткування харчової та готельної індустрії ім. М. І. Бєляєва.
- Черевко Олександр Іванович (1991-по теперішній час)

Від 1991 р. посаду ректора обіймає видатний учений Черевко О. І. У 1974 р. закінчив із відзнакою Харківський інститут громадського харчування за спеціальністю «Технологія та організація громадського харчування». Із 1974 р. працює в Харківському державному університеті харчування та торгівлі (колишній ХІГХ) на посадах: асистента (1974–1983), доцента (1983 роки жіття (1922–1997рр.), ректор (1967–1988 рр.)1988) після закінчення аспірантури в Ленінграді й захисту кандидатської дисертації (1982), проректора з наукової роботи (1988–1991), ректора університету (із 1991 р. по 2021). Олександр Іванович – доктор технічних наук (1997), професор (1995), академік Міжнародної академії холоду (1995). У 2002 р. отримав звання «Заслужений діяч науки й техніки України». Черевко О. І. – академік Українська академія наук, лауреат Державної премії України, заслужений діяч науки та техніки України, удостоєний звань «Харків’янин століття» та «Людина століття», нагороджений орденом «За заслуги» ІІ і ІІІ ступеня, почесною грамотою Верховної Ради України, нагрудним знаком МОН України «Відмінник освіти України», нагрудним знаком «Петро Могила», нагрудним знаком Міністерства економіки України «За сумлінну працю» ІІ ступеня, знаками Асоціації України «Професійна пошана» ІІІ та ІІ ступеня, грамотами МОН України, грамотою Президії Федерації профспілок України, грамотами Харківської обласної державної адміністрації та Харківської обласної ради, грамотою виконкому Харківської міської ради. ківської міської ради. Член редколегій 5 науково-практичних журналів та збірників наукових праць, член науково-технічної ради Північно-східного наукового центру НАНУ.
Автор близько 900 наукових праць, понад 100 авторських свідоцтв і патентів на винаходи. Ним опубліковано 15 підручників і навчальних посібників, 10 монографій, серед яких підручник «Процеси й апарати харчових виробництв», монографія «Прогресивні процеси жарення кулінарних виробів». Під його керівництвом захищено 5 докторських і 15 кандидатських дисертацій. Під його безпосереднім керівництвом відкрито 10 нових спеціальностей з підготовки бакалаврів, спеціалістів, магістрів. Повсякденною турботою ректора є підвищення наукового рівня професорсько-викладацького складу, завдяки чому питома вага докторів наук, професорів досягла 15 відсотків, що вище, ніж у середньому у ВНЗ України.

## Корпуси та кампуси
Університет розташований в 5 навчальних корпусах, що складають єдиний ансамбль споруд, загальна площа яких — 41 323 м². (фото перспективи на ВНЗ додається)
Навчальні та науково-дослідні лабораторії оснащені сучасним обладнанням та приладами. Для забезпечення навчального процесу в навчально-консультаційних центрах міст Дніпропетровськ, Севастополь та Первомайськ, університет орендує площі в кількості 2 092 м².
Два гуртожитки на 917 л/місць повністю забезпечують потреби іногородніх студентів (фото). Функціонує і планується до подальшого розвитку Комбінат харчування. Для розвитку талантів студентів та організації їх дозвілля функціонує палац студентів «Сучасник» на 500 місць, в якому працюють 15 гуртків художньої самодіяльності (фото).

## Факультети

### Навчально-науковий інститут харчових технологій та бізнесу
Підготовка фахівців в інституті здійснюється за освітньо-кваліфікаційними рівнями бакалавр, спеціаліст, магістр за напрямом підготовки «Харчові технології та інженерія» і спеціальностями:
- «Технології харчування»

Спеціалізації: «Технологія продукції оздоровчого, дієтичного та функціонального харчування», «Технологія харчування в ресторанному, готельному та туристичному бізнесі»
- «Технологія хліба, кондитерських, макаронних виробів та харчоконцентратів»
- "Технологія зберігання, консервування та переробки плодів та овочів; Спеціалізації: «Харчові технології переробки та експертизи сировини на малих підприємствах, в організаціях ресторанного, готельного бізнесу і торгівлі», «Технології функціональних оздоровчих продуктів»
- «Технологія зберігання, консервування та переробки м'яса»
- «Технологія зберігання, консервування та переробки молока» Спеціалізації: «Харчові технології переробки та експертизи сировини на малих підприємствах, в організаціях ресторанного, готельного бізнесу і торгівлі», «Технології функціональних оздоровчих продуктів»

Кафедри:
Інститут об’єднує 4 випускові кафедри: технології харчування; технології хліба, кондитерських, макаронних виробів та харчоконцентратів; технологій переробки плодів овочів і молока та технології м’яса 
- «Кафедра технології харчування»

Кафедру технології харчування засновано у 1967 році. Першим завідувачем кафедри з 1967 р.по 1973 р. була Л. Г. Загоскіна. прийняла Е. В. Юріна (з 1973 по 1984 рр.), П. П. Пивоваров (з 1984 по 1997 рр.), Л. М. Крайнюк (з 1997 по 2010 рр.). з 2010 р. завідувачем кафедри технології харчування була доктор технічних наук, профессор, лауреат Державної премії України в галузі науки і техніки О. О. Гринченко. На кафедрі працює висококваліфікований колектив науковців, викладачів, докторантівта аспірантів, серед яких 3 лауреати Державної премії України в галузі науки й техніки, 4 Відмінника освіти, 2 академіка Міжнародної академії холоду, 3 науковця, діяльність яких відзначено нагрудним знаком «За наукові досягнення», 1 одержувач гранту Президента України для обдарованої молоді.У складі кафедри працює 31 особа, серед яких 5 професорів (із них 3 докторів технічних наук), 11 доцентів (із них 9 кандидатів технічних наук) Ученими кафедри розроблено та запроваджено 215 технологій харчових продуктів, за результатами науково-дослідної роботи опубліковано понад 2 540 публікацій, в т. ч. 76 монографій (2 монографії – англійською мовою), 47 навчальних посібників, 215 нормативних та технологічних документів, 296 патентів та авторських свідоцтв, установлено наукове співробітництво з навчальними та науково-дослідними інститутами Іспанії, Польщі, США, Норвегії. На кафедрі створено та плідно працюють наукові школи, роботу яких очолюють провідні фахівці галузі – доктор технічних наук, професор. П. П. Пивоваров, доктор технічних наук, професор. О.О. Гринченко, доктор технічних наук, професор Перцевий Ф. В.
- «Кафедра технології хліба, кондитерських, макаронних виробів і харчоконцентратів»

Кафедру засновано у 1991 році. На той час вона мала назву «Кафедра кондитерського та хлібопекарського виробництва». Під час введення двоступеневої форми навчанн у 1996 році кафедру було перейменовано на «Кафедру загальної технології харчових виробництв». З 2001 року вона носить назву «Кафедра технології хліба, кондитерських, макаронних виробів та харчоконцентратів». Із 1991 по 2013 рік кафедру очолювала доктор технічних наук, професор Галина Михайлівна – автор понад 200 наукових праць, у тому числі 20 авторських свідоцтв і патентів на винаходи. Під її керівництвом підготовлено та захищено 18 кандидатських дисертацій. Із 2013 року завідувачем кафедри була кандидат технічних наук, професор Ольга Володимирівна Самохвалова. Численні наукові розробки впроваджені на провідних підприємствах хлібопекарської та кондитерської галузі, а результати наукових досліджень – у навчальному процесі як елементи програми провідних дисциплін.
- «Кафедра технології переробки плодів, овочів і молока»

Кафедру технологій переробки плодів, овочів і молока створено в 2001 р. на базі проблемної науково-дослідної лабораторії технології та біохімії фітоконцентратів, очолюваної проф., доктор технічних наук, академіком Міжнародної академії холоду, лауреатом Державної премії України Раїса Юріївна Павлюк. Яка є автором 1050 наукових праць, із них 15 монографій (що використовуються як навчальні посібники при викладанні авторських курсів дисциплін), 7 навчальних посібників, 10 міжнародних оглядів, 580 статей, включаючи публікації в міжнародних науковометричних базах даних Scopus та ін., 35 патентів. У 2016 року завідувачем кафедри технологій переробки плодів, овочів і молока стала , доктор технічних наук, професор, лауреат Державної премії України, Вікторія Вадимівна Погарська. Вона є автором 570 наукових праць, із них 6 монографій (що використовуються як навчальні посібники під час викладання авторських курсів дисциплін), 7 навчальних посібників, 4 міжнародні огляди, 160 статей, включаючи публікаціїв міжнародних наукометричних базах даних, 13 патентів. Особливістю підготовки студентів на кафедрі ТППОМ є підготовка технологів широкого профілю з метою розширення можливості подальшого працевлаштування випускників на будь- якому підприємстві харчової промисловості, підприємствах ресторанного господарства, готельного бізнесу та торгівлі.
- «Кафедра технології м’яса»

Кафедру технології м’яса було засновано на інженерно-технологічному факультеті у 2005 року у зв’язку з ліцензуванням підготовки фахівців за спеціальністю «Технології зберігання, консервування та переробки м’яса». Очолювала кафедру професор, доктор технічних наук, лауреат Державної премії в галузі науки й техніки Марина Олександрівна Янчева. На кафедрі працює 8 викладачів та 2 лаборанта. Учені звання та наукові ступені мають усі викладачі, серед них 2 професори, 6 доцентів, 1 старший викладач, 1 доктор та 7 кандидатів технічних наук. За період існування кафедри її наукові доробки опубліковано в понад 663 публікаціях, у т. ч. 16 монографіях, 35 навчальних посібниках, 2 підручниках, 36 патентах України, 135 статтях, 439 тезах доповідей та матеріалів конференцій; захищено 1 докторська та 2 кандидатські дисертації. Науково-технічна співдружність кафедри з підприємствами м’ясопереробної галузі є однією зі складових наукової діяльності, що ставить за мету дослідження потреб м’ясопереробного комплексу, визначення сучасних вимог до фахівців галузі, упровадження та апробацію нових технологій м’ясних виробів, популяризацію наукових досліджень фахівців кафедри та університету.

### Факультет обладнання та технічного сервісу
Факультет здійснює підготовку висококваліфікованих спеціалістів для підприємств торгівлі, харчування, харчопереробної промисловості. Спеціальність:
- «Обладнання переробних і харчових виробництв»

Спеціалізації: «Технологічне обладнання переробних та харчових виробництв (м'ясопереробних, молочних, хлібопекарських, макаронних, кондитерських, плодоовочеконсервних)»; «Обладнання підприємств харчування і кулінарних цехів»; «Холодильне обладнання підприємств харчових виробництв, харчування та торгівлі»; «Торговельне технологічне обладнання підприємств харчування та торгівлі»; «Обладнання митних служб».
Кафедри: Факультет обладнання і технічного сервісу складається з 4 кафедр: процесів, апаратів та автоматизації харчових виробництв; устаткування харчової і готельної індустрії ім. М. І. Беляєва; холодильної та торговельної техніки і прикладної механіки та фізико-математичних та інженерно-технічних дисциплін 
- «Кафедра процесів, апаратів та автоматизації харчових виробництв»

Кафедру створено у 1990 року. Першим завідувачем кафедри був доктор технічних наук, професор, академік Української Академії наук, академік Міжнародної академії холоду, член-кореспондент Інженерної академії України, лауреат Державної премії України, заслужений діяч науки і техніки, ректор Харківського державного університету харчування та торгівлі Черевко О. І. Із 2015 кафедрою завідувала доктор технічних наук, професор Людмила Василівна Кіптела, а з 2017 р. кафедрою завідує кандидат технічних наук, професор Ірина Володимирівна Бабкина. За час існування кафедри процесів, апаратів та автоматизації харчових виробництв було опубліковано понад 40 монографій; 40 підручників та навчальних посібників; отримано більше 250 патентів і авторських свідоцтв на винаходи на нові види харчових продуктів та напівфабрикатів, нові пристрої та апарати; розроблено більше 50 нормативно-технічних документів; видано понад 75 методичних вказівок; опубліковано близько 400 статей у наукових фахових виданнях. Наукові розробки співробітників кафедри неодноразово відмічалися на міжнароднихта республіканських виставках.
- «Кафедра устаткування харчової і готельної індустрії ім. М. І. Беляєва»

Кафедра устаткування підприємств громадського харчування була створена у 1969 році в інституті громадського харчування Михайлом Івановичем Бєляєвим, який був її першим завідувачем. У 90-ті рр. після передчасної смерті Михайла Івановича кафедрою керували доцент В. І. Каширцев, професори В. В. Сафонов, П. Л. Пахомов. У цей же час самостійною одиницею стає кафедра холодильної техніки й холодильної технології. Із 1996 р. по сьогодні колектив кафедри очолює доктор технічних наук, професор, Заслужений діяч науки й техніки України, академік Української технологічної академії Григорій Вікторович Дейниченко. Науково-педагогічний потенціал кафедри становить 9 чоловік, із яких 3 професори, 6 доцентів, кандидатів наук. За підсумками роботи наукової школи опубліковано понад 700 наукових праць, 14 монографій, 16 навчальних посібників, 4 підручників, 20 науково-дослідницькихробіт, 40 комплектів нормативних документів на нові продукти харчування, понад100 розробок навчально-методичного характеру для студентів різних спеціальностей, 110 патентів на винаходи, захищено 18 кандидатських і 3 докторських дисертації.
- «Кафедра холодильної та торговельної техніки і прикладної механіки»

Кафедра холодильної та торговельної техніки і прикладної механіки створена у 2015 році на базі двох кафедр: кафедри «Холодильної та торговельної техніки» та кафедри «Механіки та графіки». Науково-педагогічний склад кафедри налічує 14 осіб, з яких 3 професора, 2 доктора технічних наук, 7 доцентів, 8 кандидатівЗа час функціонування кафедри її співробітниками отримано понад 100 авторських свідоцтв і патентів на винаходи; видано більш 100 методичних вказівок та розробок; опубліковано 10 навчальних посібників; видано понад 350 статей та зроблено понад250 доповідей на конференціях та семінарах. Кафедру очолював доктор технічних наук, професор Володимир Олексійович Потапов. Під його керівництвом плідно працювала наукова школа «Моделювання явищ перенесення в харчових продуктах у процесі їх технологічної обробки». За участі й під керівництвом професора В. О. Потапова було опубліковано 392 друковані праці, в тому числі 4 монографії, 4 підручники для студентів вищих навчальних закладів, 6 навчальних посібників, 1 з них з грифом МОН. які присвячено проблемам дослідження та вдосконалення процесів, апаратів і обладнання харчових виробництв, розробці нових технологій виробництва харчових продуктів із застосуванням холоду, моделюванню явищ перенесення в харчових продуктах у процесі їх технологічної обробки За час функціонування кафедри її співробітниками отримано понад 75 авторських свідоцтв і патентів на винаходи; видано164 більш 160 методичних вказівок та розробок; опубліковано 10 монографій, 7 підручників, 12 навчальних посібників, з них 3 посібника з грифом МОН; видано понад 615 статей та тез доповідей.
- «Кафедра фізико-математичних та інженерно-технічних дисциплін»

Кафедра фізико-математичних та інженерно-технічних дисциплін призначена для викладання фундаментальних та загальнотехнічних дисциплін. Створена шляхом об’єднання кафедр фізики й енергетики та вищої математики у 2015 році Науково-педагогічний колектив кафедри складає 13 осіб, з яких 2 професори, 1 доктор наук, 7 доцентів, 8 кандидатів наук. Кафедра фізики функціонує з першого дня існування університету. Першим завідувачем, який очолив кафедру фізики, був доцент В. І. Башмаков. Із 1972 року керівництво кафедрою перейшло до доцента С. М. Шумілова, а через 10 років – до доцента В. В. Жукова.
Кафедра енергетики була заснована в 1970 році. Першим завідувачем кафедри був доц. А. П. Капустник. Потім, з 1972 року – доц. Л. М. Мірошкін. У 1994 році за рішенням Вченої Ради ці кафедри об’єднуються в кафедру енергетики та фізики, її загальне керівництво доручають проф. О. І. Торянику. Кафедра вищої математики теж заснована в 1967 році одночасно зі створенням Харківського інституту громадського харчування. Її першим завідувачем став доцент В. І. Юрченко, який керував кафедрою до 1971 року. Потім її очолювали доцент Ю. І. Травкін (1971–1973), доцент В. В. Цуканов (1975–1984), професор Ж. А. Крутовий (1984–1994). Із 1994 по 2011 кафедру очолював професор М. С. Синєкоп, а з лютого 2012-доцент Д. О. Торяник. З 2015 року кафедру очолював доктор технічних наук, професор М. І. Погожих.

### Факультет товарознавства і торговельного підприємництва
Найголовніша задача фахівців — поставити перепону надходженню на ринок неякісних товарів як імпортного, так і вітчизняного виробництва. Випускники факультету можуть працювати в торгівлі, промисловості, сільському господарстві і займати посади: спеціаліст-аналітик з вивчення товарного ринку, товарознавець-експерт, головний інспектор державного контролю, менеджер по захисту прав споживачів, старший інспектор служби боротьби з контрабандою та порушенням митних правил, старший інспектор служби митного контролю, завідувач лабораторією митної експертизи тощо. Спеціальності:
- Товарознавство та комерційна діяльність
- Товарознавство та експертиза в митній справі
- Експертиза товарів та послуг
- Управління безпечністю та якістю товарів
- Організація оптової та роздрібної торгівлі

Кафедри:
До складу факультету входять 4 кафедри: хімії, мікробіології та гігієни харчування; товарознавства та експертизи товарів; товарознавства, управління якістю та екологічної безпеки; товарознавства в митній справі.
- Кафедра хімії, мікробіології та гігієни харчування

Кафедру хімії, мікробіології та гігієни харчування було створено у 2015 року. На базі двох кафедр: кафедри загальної та харчової хімії і кафедри гігієни харчування та мікробіології. Першим завідувачем кафедри була доцент, к.т.н. В. Г. Інжечик. У різні роки кафедру очолювали професор, д-р техн. наук В. П. Максимець (1974–1977 рр.), доцент,  к.х.н. Е. Ф. Кравченко (1977–1979 рр.), доцент, к.х.н. М. М. Грачов (1979–1985 рр.), професор, к.х.н. Ю. О. Савгіра (1985–2009 рр.). У 2009 кафедру хімії було перейменовано на кафедру загальної та харчової хімії, (2009–2010 рр.) завідувачем кафедри була проф., д-р техн. наук О. О. Гринченко. Нині кафедру хімії, мікробіології та гігієни харчування очолює проф., д-р техн. наук В. В. Євлаш. Науково-педагогічний колектив кафедри складається з 19 викладачів, серед яких 1 д-р техн. наук, проф.,1 д-р мед. наук, проф., 1 к.м.н., проф. та 10 канд. наук, 9 з яких мають вчене звання доцент.
- Кафедра товарознавства та експертизи товарів

Кафедра товарознавства та експертизи товарів бере свій початок із 1916 року. У 1968 році завідувачем кафедри став проф. Н. С. Наконечний; у 1979 році завідувачем кафедри стала проф. В. І. Анохіна; у 1995 році завідувачем кафедри стала д-р техн. наук, проф. А. А. Дубиніна. Колективом кафедри підготовлено й видано цілу низку підручників і посібників, серед яких 4 підручники з грифом МОН України, 20 навчальних посібникиів, у тому числі 13 із грифом МОН України, 18 монографій.
- Кафедра товарознавства, управління якістю та екологічної безпеки

Кафедру було організовано у 1992 року. До 2010 року вона мала назву кафедра охорони праці та екології харчових виробництв, а 2011 року набула статусу випускової. Завідувачем кафедри був проф. М. С. Одарченко. На кафедрі працювали: 4 професора, 4 доцента, 5 старших викладачів та 4 асистента.
- Кафедра товарознавства в митній справі.

Кафедру було створено в 2005 р. внаслідок реорганізації кафедри товарознавства та експертизи товарів. Очолював її д-р техн. наук, проф. М. П. Головко. Кафедра готує фахівців зі спеціальності «Товарознавство та експертиза в митній справі». На кафедрі працювали: 14 викладачів, 4 професора, 8 кандидатів наук, доценти.

### Факультет менеджменту
Факультет здійснює підготовку студентів для професійної діяльності в галузі торгівлі, ресторанного господарства, а також в туристичних і готельних комплексах. Спеціальності:
- "Менеджмент організацій і адміністрування"

Спеціалізації: «Менеджмент в торгівлі та ресторанному господарстві»;
«Менеджмент у туризмі та готельному господарстві»
- «Менеджмент зовнішньоекономічної діяльності»

Спеціалізації: «Менеджмент міжнародного туризму»; «Менеджмент міжнародної торгівлі»
- «Готельна і ресторанна справа»
- «Курортна справа».

Кафедри:
- «Кафедра менеджменту організацій»

Створена у 2008 році. Завідувач кафедри – д.е.н., проф. Т. С. Пічугіна – автор понад 283 наукових публікацій, у тому числі 235 наукових статей, 29 книг (монографій, брошур, підручників), 26 методичних розробок. На кафедрі працювали 9 осіб: 3 професори, 5 доцентів, 1 старший лаборант. Кафедра є випусковою за спеціальністю «Менеджмент» спеціалізацією «Менеджмент організацій і адміністрування». Кафедра готувала висококваліфікованих фахівців у галузі управління в торгівлі, ресторанному бізнесі.
- «Кафедра менеджменту зовнішньоекономічної діяльності та туризму»

У 1973 році в інституті була створена кафедра «Організації та управління громадським харчуванням». Першим завідувачем
кафедрою призначено к.е.н. Ю. А. Васильєва. У 1989 році кафедру організації і управління громадським харчуванням реорганізували у кафедру управління в громадському харчуванні та торгівлі (зав. кафедрою – к.е.н., доц. В. І. Шалько). В 1991 році перейменували на кафедру менеджменту та комерційної діяльності, а в 1995 році – на кафедру менеджменту (зав. кафедрою – к.е.н., доц. Л. М. Яцун). Кафедра менеджменту зовнішньоекономічної діяльності та туризму була створена в ХДУХТ у 2008 р. на базі кафедри менеджменту (Наказом ректора № 239 від 01.10.2008 р.). Завідувач кафедри – проф. Л. М. Яцун. 
- «Кафедра готельного і ресторанного бізнесу»

За час існування кафедри з 1973 по 1995 роки посаду завідувача кафедри займали: Ю. А. Васильєв, В. І. Шалько, Г. М. Постнов. Із 1995 року кафедру очолювала д.т.н. проф. - Л. П. Малюк. Із 2016 року кафедру готельного і ресторанного бізнесу очолювал д.т.н, проф. О. Г. Терешкін. Кафедра налічувала 10 науково-педагогічних працівників, у тому числі 4 професорів, 3 доцентів, 3 старших викладачів. Науковий потенціал працівників включає 2 доктора технічних наук та 4 кандидатів технічних наук.
- «Кафедра суспільних та гуманітарних дисциплін».

У липні 2009 р. в результаті об’єднання кафедр «Українознавства» і «Філософії та політології» було створено кафедру «Суспільних та гуманітарних дисциплін» на чолі з проф. А.С. Міносяном. Кафедра 11 осіб, з яких 3 професори, 6 доцентів, 2 старших викладача.
На кафедрі викладається 17 дисциплін.
- «Кафедра фізичного виховання та спорту»

Кафедра фізичного виховання та спорту створена у 1967 році. Перший завідувач кафедри  М. К. Буряковський. З 1981 року по 2007 рік завідувачем кафедри був професор В. І. Волошин, з 2007 по 2016 рік – доцент Людмила Іванівна Петрова. Із  листопада 2016 року кафедру  очолив канд. пед. наук., доц. В. В. Спіцин.

### Економічний факультет
Факультет забезпечує підготовку висококваліфікованих фахівців для галузей економіки, маркетингу, міжнародної діяльності. Спеціальності:
- «Економіка підприємства». Спеціалізація: «Економіка підприємства на ринку товарів та послуг»
- «Міжнародна економіка»
- «Маркетинг».

Кафедри: Економічний факультет об’єднує 5 кафедр, на яких працюють 73 особи професорсько-викладацького складу, серед яких 21 професор, у т. ч. 11 докторів наук, 29 доцентів, 42 кандидати наук, 22 старших викладача, 1 асистент.
- «Кафедра економіки підприємств харчування та торгівлі»

Кафедра економіки підприємств харчування та торгівлі була створена у 1967 р. Першим завідувачем кафедри був професор Є. Я. Лінецький. У різні роки кафедру очолювали: доц., к.е.н. Ю. Г. Красницький; проф., к.е.н. І. Г. Бережний – перший ректор ХІГХ; проф., к.е.н. А. В. Филипенко; проф., к.е.н. Н. О. Власова. Із 2014 р. кафедру очолювала д-р. екон. наук., професор, академік Академії економічних наук України М. В. Чорна.
- «Кафедра міжнародної економіки»

Кафедра міжнародної економіки створена у 2003 році на базі кафедри економічної теорії й зовнішньоекономічної діяльності. Першим завідувачем кафедри була к. е. н., проф. Т. В. Андросова. Із 2014 р. завідувачем кафедри призначено к.е. н., доц. О. В. Кот. Кафедра міжнародної економіки складається з 14 викладачів,  серед яких 3 проф., у тому числі 1 д-ра екон. наук, 7 доцентів, кандидатів економічних наук, 4 старших викладачів, з яких 2 е к. е.н. За роки існування кафедри плідна наукова та навчально-методична робота підтверджується виданням понад 20 монографій, близько 100 навчальних та навчально-методичних посібників, понад 300 наукових статей та тез доповідей.
- «Кафедра маркетингу і комерційної діяльності»

У 1995 р. створено випускову кафедру «Маркетингу і комерційної діяльності». Першою завідочкою кафедри була  доц., к.е.н. Т. М. Парцирна. З 2000 р. до 2014 р. кафедрою керувала к.е.н, доц., почесний проф. ун-ту Л. О. Попова. Із 2014 р. кафедру очолює д-р екон. наук, проф. Н. Л. Савицька. Результати науково-педагогічної праці коллективу за останні п’ять років відображено у 21 монографії, 5 підручниках, 13 навчальних посібниках, 114 наукових статтях і 259 тезах доповідей конференцій.
- «Кафедра економіки та управління»

У 2014 році в результаті реорганізації було створено кафедру прикладної економіки та інформаційних систем, яка об’єднала провідних викладачів кафедри економіки підприємств харчування та торгівлі, кафедри маркетингу та комерційної діяльності та кафедри інформаційних систем і технологій. В її складі працює 9 професорів, з яких 4 доктори наук, 6 доцентів, 6 старших викладачів. З 2014 р. кафедру очолює д-р екон. наук, проф. В. А. Гросул. З початку заснування кафедри результатом наукової та навчально-методичної роботи стало видання понад 45 монографій, 160 навчальних та навчально-методичних посібників, 750 наукових статей і тез доповідей.
- «Кафедра економічної теорії та права»

Кафедра економічної теорії та права організована в 2013 р. Кафедра економічної теорії та права забезпечує викладання 22 дисциплін на всіх факультетах університету. За останні 5 років кафедрою видано 6 монографій; 2 підручника; 29 навчальних та навчально-методичних посібників; 145 статей, у тому числі в міжнародних наукометричних базах даних – 22 та 30 – у зарубіжних виданнях; 186 тез доповідей. Очолювала кафедру заслужений працівник освіти України, к. е. н., проф. Н. Г. Ушакова.

### Обліково-фінансовий факультет
Факультет здійснює підготовку фахівців для різних типів та видів підприємств торгівлі, харчування, їх фінансових відділів; органів казначейства, банків, державних податкових адміністрацій, страхових компаній, аудиторських фірм для роботи на посадах економічного радника, комерційного директора, консультанта-аудитора, фінансового менеджера, управляючого фінансами, бухгалтера, для викладацької та науково-дослідної діяльності. Спеціальності:
- «Облік і аудит». Спеціалізації: «Облік і аудит в підприємствах торгівлі та ресторанного господарства»
- «Фінанси і кредит». Спеціалізації: «Державні фінанси», «Оподаткування»

Кафедри: Факультет об’єднує три кафедри, на яких працює 51 викладач: 7 професорів, 28 доцентів та кандидатів наук. Дві кафедри є випусковими: 1) бухгалтерського обліку, аудиту та оподаткування та 2) фінансів, аналізу та страхування. Одна – загальноосвітня, де навчають студентів усіх спеціальностей університету, – це кафедра іноземних мов.
- «Кафедра бухгалтерського обліку, аудиту та оподаткування». Рік заснування 1967. Перший завідувач кафедри – к.е.н., доц. І. І. Левін. У 1971–1981 рр. кафедру очолював к.т.н., доц. І. С. Менделєєв. Із 1981 р. керівником кафедри стала перший проректор, к.е.н., професор Л. М. Янчева. У 2015–2016 рр. кафедру очолювала канд. екон. наук, професор Н. С. Акімова. Із 2016 року  кафедру очолювала д-р екон.наук, доцент Т. В. Бочуля.
- «Кафедра фінансів, аналізу та страхування». Перший завідувач кафедри – проф. В. І. Оспіщев. Із 2012 рок  кафедру очолювала д.е.н, проф А. С. Крутова.
- «Кафедра іноземних мов». На кафедрі працюють 16 викладачів: 6 доцентів, серед них 4 кандидати наук, 9 ст. викладачів, серед них 2 кандидати наук, 1 викладач. Перша завідувачка кафедри ст. викладач К. А. Білецька. Із 1984 року кафедру очолює проф. С. І. Буданов. Із 2011 року кафедру очолювала канд. психол. наук, доц. А. О. Борисова.

## Спеціалізовані Вчені ради по захисту дисертацій
- Спеціалізована вчена рада Д 64.088.01 (технічні науки), спеціальності: 05.18.12 — процеси та обладнання харчових мікробіологічних та фармацевтичних виробництв; 05.18.15 — товарознавство харчових продуктів; 05.18.16 — технологія продуктів харчування.
- Спеціалізована вчена рада К 64.088.02 (економічні науки), спеціальності: 08.06.04 — бухгалтерський облік, аналіз та аудит; 08.00.09 — бухгалтерський облік, аналіз та аудит (за видом економічної діяльності); 08.07.05 — економіка торгівлі та послуг; 08.00.04 — економіка та управління підприємствами (за видами економічної діяльності).

## Структура, спеціальності
Діє 8 факультетів, зокрема Первомайський факультет (м. Первомайськ Миколаївської обл.), 31 кафедра, кожна з яких закріплена за певним факультетом. Навчання здвйснюється за 17 спеціальностями.
У складі університету функціонує Вища школа підприємництва. На базі університету діє торговельно-економічний ліцей.
В університеті діють докторантура і аспірантура за 6 спеціальностями.

### Вища школа підприємництва
Вищу школу підприємництва було відкрито у 1991 р. Вона здійснює перепідготовку фахівців за спеціальностями: «Облік і аудит», «Маркетинг», «Менеджмент зовнішньоекономічної діяльності», «Технологія харчування», «Товарознавство та експертиза в митній справі».

### Первомайський факультет
Первомайський факультет був створений згідно з наказом Харківської державної академії технології та організації харчування № 56 від 5 липня 1995 р. і розпочав свою освітню діяльність за напрямком підготовки «Економіка і підприємництво», по навчанню студентів за спеціальностями: економіка підприємства, облік та аудит, фінанси. Перший колектив працівників був невеличкий — 12 співробітників, із них 7 викладачів, по дві групи студентів денного та заочного відділення.

## Керівництво
- «Ректор»

Черевко Олександр Іванович - доктор технічних наук, професор, заслужений діяч науки і техніки України, академік Української академії наук, академік Інженерної академії України, академік міжнародної академії холоду, член-кореспондент Національної академії аграрних наук України, член експертної ради з питань проведення експертизи дисертаційних робіт МОНУ з "Технологій харчової, легкої та хімічної промисловості", член секції агропромислового комплексу Комітету державних премій України в галузі науки і техніки. Заступник голови Ради ректорів закладів вищої освіти Харківського регіону, член президії науково-технічної ради Північно-Східного наукового центру НАНУ і МОН України та голова секції "Харчової та переробної промисловості" цієї ради, член обласної науково-координаційної ради ХОДА, член відділення "Аграрної економіки і продовольства" НААН України, голова редколегії 2-х збірників наукових праць, член редколегії 4-х фахових журналів, член Національної спілки журналістів України, Голова вченої ради ХДУХТ, Голова приймальної комісії ХДУХТ. Лауреат Державної премії України в галузі науки і техніки, кавалер ордена "За заслуги" ІІІ та ІІ ступенів. Нагороджений нагрудними знаками МОН України "Петро Могила" і "Відмінник освіти України" та Міністерством економіки - нагрудним знаком "За сумлінну працю" ІІ ступеня. У 2019 році присвоєно звання "Почесний громадянин міста Харкова. Черевко О. І. – автор близько 900 наукових праць, понад 100 авторських свідоцтв і патентів на винаходи.
```
Ним опубліковано 15 підручників і навчальних посібників, 10 монографій, серед яких підручник «Процеси й апарати харчових виробництв», монографія «Прогресивні процеси жарення кулінарних виробів».
Під його керівництвом захищено 5 докторських і 15 кандидатських дисертацій. Під його безпосереднім керівництвом відкрито 10 нових спеціальностей з підготовки бакалаврів, спеціалістів, магістрів. Створено систему довузівської підготовки та післядипломної освіти.
```

Повсякденною турботою ректора є підвищення наукового рівня професорсько-викладацького складу, завдяки чому питома вага докторів наук, професорів досягла 15 відсотків, що вище, ніж у середньому у ВНЗ України.
- «Перший Проректор»

Янчева Ліана Миколаївна - кандидат економічних наук, професор, заслужений працівник освіти України, заступник голови Вченої ради ХДУХТ, заступник голови приймальної комісії ХДУХТ. Ліана Миколаївна відома та визнана як науковець у галузі бухгалтерського обліку та аудиту, є представником новаторів, ідеї яких сприяють розвитку економіки та вищої освіти. 
Нагороджена орденом "Княгиня Ольга" ІІІ ступеня та нагрудним знаком Міністерства освіти і науки України "Петро Могила", грамотами Кабінету Міністрів України, Міністерства освіти і науки України, Харківської обласної державної адміністрації.
```
Авторству Ліани Миколаївни належать роботи науково та навчально-методичного характеру загальною кількістю більше 300 праць, у т.ч. близько 30 монографій, 50 навчальних посібників, з яких 12 із грифом МОН України.
Під її керівництвом захищено 7 наукових робіт на здобуття наукового ступеня кандидата економічних наук. Є науковим керівником 3 аспірантів. Відкриття докторантури й аспірантури в стінах університету було предметом особистої ініціативи Ліани Миколаївни.
```

- «Проректор з наукової роботи»

Михайлов Валерій Михайлович - доктор технічних наук, професор, заслужений діяч науки і техніки України, Лауреат Державної премії України в галузі науки і техніки, провідний вчений відділення аграрної економіки і продовольства Національної академії аграрних наук України, член Президії ради проректорів з наукової роботи та директорів наукових установ МОН України, заступник голови секції «Наукові проблеми харчових технологій та промислової біотехнології» Наукової ради МОН України, голова спеціалізованої Вченої ради Д 64.088.01, заступник голови секції «Продовольча безпека» обласної науково-координаційної ради.
За результатами досліджень Михайловим В. М. опубліковано близько 500 робіт, серед них 40 монографій та навчальних посіб ників, близько 200 статей у фахових виданнях України та зарубіжжя, понад 200 тез доповідей, отримано 50 охоронних документів на винаходи й корисні моделі. За його безпосередньої участі підготовлено 16 звітів із держбюджетних та госпдоговірних науково-дослідних тем.
- «Проректор з науково-педагогічної роботи та міжнародних зв’язків»

Фощан Андрій Леонтійович - доктор технічних наук, професор. Під час перебування Фощана А. Л. на посаді проректора з науково-педагогічної роботи та міжнародних зв’язків Харківським державним університетом харчування та торгівлі було отримано ліцензію МОН України на надання освітніх послуг іноземним громадянам, було підписано Угоди про співпрацю з більш, ніж 70 університетами та установами з 25 країн світу (Австрія, Азербайджан, Білорусія, Болгарія, Греція, Грузія, Данія, Італія, Іспанія, Казахстан, Китай, Молдова, Марокко, Німеччина, Польща, Румунія, Туреччина, Словаччина, США, Чехія, Чорногорія та інші), угоди про проведення спільних науково-дослідних робіт із закордонними партнерами, про можливість проведення стажувань студентів університету в провідних готелях, ресторанах та парках відпочинку на узбережжях Каліфорнії, Флориди, Греції, Єгипту та Туреччини. У 2006 р. Фощан А. Л. став дипломантом конкурсу «Вища школа Харківщини – кращі імена» в номінації кращий викладач фундаментальних дисциплін. У 2007 р. нагороджений нагрудним знаком «Відмінник освіти України», у 2012 р. – медаллю «За досягнення в галузі міжнародної освіти» Українського державного центру міжнародної освіти МОН України
- «Проректор з виховної роботи»

Єсінова Ніна Ігорівна - кандидат технічних наук, професор кафедри економіки та управління. Основна увага приділяється поліпшенню якості виховної роботи та ефективної життєдіяльності вишу. За результатами науково-педагогічної роботи є автором більше, ніж 150 статей та те доповідей, понад 190 публікацій, є одноосібним автором двох навчальних посібників з грифом Міністерства освіти та науки України, а саме: «Економіка праці», «Економіка праці та соціально-трудові відносини», є співавтором монографії «Безотходная технология переработки сельскохозяйственной птицы в кулинарную продукцию» та співавтором двох колективних монографій кафедри економіки та управління «Оцінка адаптаційного потенціалу підприємств торгівлі» та «Адаптаційне управління підприємствами торгівлі: теорія та практика». У 2002 році Ніна Ігорівна, нагороджена знаком «Відмінник освіти України», у 2012 році – нагрудним знаком «Петро Могила», у 2016 році – нагрудним знаком «За наукові та освітні досягнення», а також грамотами та подяками від міських та обласних органів влади, громадських організацій.
- «Проректор з адміністративно-господарської роботи»

У його багатогранному становленні й розвитку багато сил, енергії та творчих задумок було віддано працівниками адміністративно-господарської частини, яку очолювали проректори: у 1967–1977 рр. – Литвиненко А. М., у 1977–1981 рр. – Яценко В. А., у 1981–1988 рр. – Гончаренко А. І., у 1988–1989 рр. – Бова М. Т., у 1990–2011 рр. – Жолудь М. П. Сьогодні цей сектор роботи університет очолює та координує проректор з АГР Гребенюк В. К.
- «Факультет обладнання та технічного сервісу»

Першим деканом інженерно-механічного факультету (1990–2003 рр.) був призначений доктор технічних наук, професор Сафонов В. В. Із 2004 року керівництво факультету здійснює кандидат технічних наук, доцент Людмила Костянтинівна Карпенко.
- «Економічний факультет»

Економічний факультет з 1967 - 1991 роки очолювали доцент, кандидат економічних наук Красницький Ю. Г., професор Писін В.М., доцент, кандидат економічних наук  Дегтярьов А. Л., доцент, кандидат економічних наук  Кравченко І. В. Із 1991 року по сьогодні деканом економічного факультету єкандидат економічних наук, професор, Відмінник освіти України, Заслужений працівник України Тетяна Василівна Андросова.
- «Обліково-фінансовий факультет»

Деканом факультету з часу його утворення була професор, кандидат економічних наук Тамара Олександрівна Сідорова. Із вересня 2016 року факультет очолює професор, доктор економічних наук Андрій Володимировіч Янчев.
- «Факультет менеджменту»

Очолює факультет менеджменту декан Грінько А. П. - професор, доктор економічних наук, член науково-методичної Ради з економічних спеціальностей Міністерства освіти та науки України, голова вченої ради факультету менеджменту, член спеціалізованої вченої ради із захисту докторських та кандидатських дисертацій за економічним напрямом, голова експертної ради за напрямом «Управління підприємствами торгівлі, готельно-ресторанного бізнесу та туризму в умовах інноваційного розвитку».
- «Факультет управління торговельно-підприємницькою та митною діяльністю»

Одним із перших факультетів, що відродився, був товарознавчий, деканом якого був доцент Є. А. Мирошников. Потім протягом майже 20 років очолював факультет професор В. М. Козлов. Із 1988 по 2011 рік факультет очолював професор Микола Семенович Одарченко, кандидат технічних наук, професор, Заслужений працівник освіти України. Він усежиття присвятив підготовці фахівців та наукових кадрів для харчової промисловості та торгівлі. Під час його керівництва в 1989 року на факультеті організоване денне відділення. Понад 20 років очолюючи факультет, М. С. Одарченко організовував лабораторії, налаштовував зв’язки з підприємствами. Із ним факультет став школою наукових кадрів. М. С. Одарченко є дипломантом першого обласного конкурсу «Вища школа Харківщини – кращі імена». За сумлінну працю був нагороджений нагрудним знаком «Відмінник освіти України». Із 2011 року деканом факультету є доктор технічних наук, професор. Андрій Миколайович Одарченко.

## Особи, що навчаються
В університеті навчаються 8369 студентів, з них:
- на денному відділенні — 3066;
- на заочному відділенні — 5303.

## Випускники університету
Див. також: Категорія:Випускники Харківського державного університету харчування та торгівлі
- Бабенко Станіслав Григорович
- Бадаєв Руслан Геннадійович
- Бережний Іван Григорович
- Бублик Юрій Васильович
- Грінько Алла Павлівна
- Донець Наталія Григорівна
- Ковальова Юлія Вікторівна
- Красногор Тетяна Сергіївна
- Мандзюк Олег Андрійович
- Михайлов Валерій Михайлович
- Іва Нероллі
- Одарченко Андрій Миколайович
- Паска Марія Зіновіївна
- Перцевой Федір Всеволодович
- Петренко Олег Миколайович
- Пивоваров Євген Павлович
- Плотнікова Оксана Миколаївна
- Погарська Вікторія Вадимівна
- Ромат Євгеній Вікторович
- Світлична Юлія Олександрівна
- Семенуха Роман Сергійович
- Черевко Олександр Іванович

## Почесні доктори та випускники
В університеті працюють 10 лауреатів Державної премії України, 2 Заслужених діяча науки і техніки України, 5 заслужених працівників освіти України, 58 відмінників освіти України. Нагрудними знаками Міністерства освіти і науки, молоді та спорту України «Петра Могили» нагороджено 5 осіб, «За наукові досягнення» — 1 особа. Понад 40 тисяч випускників працюють керівниками та фахівцями переважно в підприємствах харчування та торгівлі України, Росії, Грузії, Вірменії, Казахстану та інших країн.

## Бібліотека
Потреби користувачів забезпечують 3 абонементи (наукової і художньої літератури та за напрямами підготовки в університеті) та 4 читальних зали. На початок 2007 року загальний бібліотечний фонд становить 340 000 примірників, у тому числі: наукової літератури — 41 758, навчальної літератури — 257 142.
- «Історія»

НБ ХДУХТ заснована в жовтні 1967 р., одночасно із заснуванням Харківського інституту громадського харчування, назва змінювалася відповідно до назви закладу. Вуз у різні роки називався так: Харківський інститут громадського харчування (1967 – 1992 рр.), Харківська державна академія технології та організації харчування (1993 – 2001 рр.), Харківський державний університет харчування та торгівлі (з 2002 р.). З 29 квітня 2010 р. книгозбірня має назву «Наукова бібліотека Харківського державного університету харчування та торгівлі»
Перший етап розвитку бібліотеки – 1967–1970-ті роки. На той час приміщення бібліотеки складалося з трьох кімнат, де містилися один абонемент і одна читальна зала. Книжковий фонд становив 40 тис. примірників, штат складався із п’яти осіб (О. М. Аненкова, В. І. Мальєва, А. П. Устименко, С. С. Твердохліб на чолі із завідувачкою Л. Д. Льовшиною).
Другий етап – фундаментальний розвиток бібліотеки – 1980-ті роки. У 1980 р. введено в експлуатацію нову будівлю інституту за адресою: вул. Клочківська, 333, де бібліотека отримала приміщення і знаходиться до сьогодні. Бібліотека зайняла три поверхи, де містяться дві читальні зали на 120 посадкових місць, три абонементи, функціональні відділи та дві читальні зали у студентських гуртожитках. На цьому етапі вдосконалювалися технологічні процеси, зростали основні показники, поліпшувалися процеси обслуговування та інформаційного забезпечення користувачів. Протягом 1984 – 1986 рр. співробітниками бібліотеки проведено значну роботу з переведення фондів і каталогів на систему ББК. Достатнє бюджетне фінансування, планове науково обґрунтоване комплектування дозволило формувати фонд, який на початок 1990 р. зріс до 282 тис. прим.
Третій етап – 1990-ті роки. Бібліотека знаходилася у складному становищі внаслідок скорочення асигнувань на комплектування, руйнування його державної системи. Така ситуація негативно вплинула на формування фонду, масштаби діяльності, матеріальну базу.
Перші кроки до автоматизації бібліотечно-бібліографічних процесів НБ ХДУХТ були зроблені у 2003 р. Основним завданням стало поєднання традиційних методів роботи з освоєнням комп’ютерних технологій. У 2005 р. придбано сучасне програмне забезпечення «УФД/Бібліотека», комп’ютеризовано відділи бібліотеки, встановлено та підключено до загальної університетської мережі 10 комп’ютерів, створені автоматизовані робочі місця. Проводилася робота зі створення електронного каталогу (ЕК) та допоміжних баз даних (БД) до нього. У 2005 р. у співробітництві з Навчально-науковим центром нових інформаційних технологій університету створено веб-сторінку НБ ХДУХТ. У 2008 р. організовано відділ інформаційних технологій та комп’ютерного забезпечення
Щороку обслуговується 12 тис. користувачів, серед яких студенти денної та заочної форми навчання, викладачі і співробітники університету, аспіранти, здобувачі, абітурієнти, а також науковці та студенти інших закладів освіти, фахівці виробничої галузі тощо. З 2011 р. здійснюється робота зі створення БД користувачів. Діють чотири читальні зали. Книговидача становить 650 тис. примірників документів.
Станом на 01.09.2016 р. кількість працівників бібліотеки становить 23 особи. З моменту створення університету бібліотеку очолювала Людмила Дмитрівна Льовшина. Вона була засновником і незмінним керівником протягом 45 років, до 2016 р. 20 квітня 2016 р. Л. Д. Льовшина пішла з життя. Талановитий керівник, грамотний фахівець, вона виховала цілу плеяду бібліотекарів.
З 2016 р. НБ ХДУХТ очолює Лариса Григорівна Бакуменко, кандидат наук із соціальних комунікацій. 
Вагомий внесок у розвиток бібліотеки зробили спеціалісти – Л. В. Ковалевська, А. В. Ларіна, І. Д. Проценко, О. О. Безпала, Л. І. Бєлінська, І. С. Кісельова, С. П. Дмитренко, І. Ю. Губренко, О. А. Сабельнікова, З. П. Тютенко, В. П. Гужва, А. М. Безкоровайна, І. П. Кушнір, К. П. Швецова, Л. М. Дєєва, О. Ю. Рязанцева, Н. М. Буряк, Г. О. Волкова, І. Є. Гапон, Л. Г. Геворкян, М. І. Панаріна, І. О. Воронцова. Серед них ветерани, які багато років працювали, а зараз перебувають на заслуженому відпочинку. Це О. М. Аненкова, А. П. Устиненко, Л. Г. Жеребкіна, Т. П. Антонова, Т. Г. Константинова, І. А. Колюбакіна, І. К. Сюлєва, З. А. Шкрябач, М. О. Мальцева, Т. О. Оболенцева.
Сьогодні бібліотека відкрила нову сторінку своєї історії. У другій половині 2021 року було розпочато процес реорганізації та об’єднання чотирьох харківських закладів вищої освіти Харківського національного технічного університету сільського господарства імені Петра Василенка, Харківського національного аграрного університету імені В. В. Докучаєва, Харківської державної зооветеринарної академії та Харківського державного університету харчування та торгівлі) у Державний біотехнологічний університет. Унаслідок цього об’єднання Наукова бібліотека Харківського державного університету харчування та торгівлі стала частиною новоствореної Наукової бібліотеки Державного біотехнологічного університету.
- «Фонд НБ ХДУХТ»

Фонд НБ ХДУХТ(340 тис. примірників) – універсальне зібрання наукових, навчальних, художніх, довідкових та періодичних видань, документів на традиційних та електронних носіях. Щороку фонд поповнюється новими виданнями, значне місце відводиться комплектуванню документів за профілем університету, а саме: з питань обладнання переробних та харчових виробництв; технології харчування; технології хліба, кондитерських, макаронних виробів та харчоконцентратів; технології зберігання, консервування та переробки плодів та овочів; технології зберігання, консервування та переробки молока; технології зберігання, консервування та переробки м’яса; товарознавства та комерційної діяльності; товарознавства та експертизи в митній справі; експертизи товарів та послуг; обліку і аудиту; фінансів; економіки підприємства; міжнародної економіки; маркетингу; менеджменту організацій; менеджменту зовнішньоекономічної діяльності; торгівлі тощо. Особливу цінність бібліотечного фонду становлять наукові праці, підручники та посібники науковців університету (професорів І. Г. Бережного, М. І. Бєляєва, О. І. Черевка, Л. М. Янчевої, В. М. Михайлова, Р. Ю. Павлюк, Н. В. Дуденко та ін.). Зберігаються кандидатські та докторські дисертації, захист яких відбувся в університеті, автореферати дисертацій за всі роки існування бібліотеки та вузу»
- «Ресурси»

«Електронний архів»
З 2016 року створено інституціональний репозитарій наукової бібліотеки ХДУХТ (http://elib.hduht.edu.ua/). Відділом інформаційних технологій та комп’ютерного забезпечення ведеться постійна робота з програмним забезпеченням Dspace та інформування стосовно реєстрації науковців університету в наукометричних базах даних.
«Автоматизація»
Для організації фонду НБ ХДУХТ до 2017 р. використовувала систему Бібліотечно-бібліографічної класифікації (ББК), з 2017 року ведеться робота щодо переведення бібліотечного фонду на міжнародну класифікаційну систему Універсальної десятичної класифікації (УДК). Путівником до фонду бібліотеки є довідково-пошуковий апарат, який складається з комплексу традиційних каталогів і картотек та електронного каталогу (ЕК), що ведеться у бібліотеці з 2005 року і на сьогоднішній день нараховує понад 127 тис. бібліографічних записів. Електронний каталог (ЕК) бібліотеки (http://elcat.hduht.edu.ua/) є основним інформаційним ресурсом університету та центральною ланкою автоматизованої бібліотечно-інформаційної системи "УФД/Бібліотека". До послуг користувачів бібліотеки створені та постійно редагуються власні електронні бібліографічні бази даних (БД): "Праці науковців ХДУХТ", "Персоналії ХДУХТ", "Тезаурус ХДУХТ", "Харчування – словник" та ін.У 2010 р. створено електронний тематико-типологічний план комплектування (ЕТТПК) фонду, метою якого є інформаційний супровід навчального процесу.З 2014 року створено Блог наукової бібліотеки ХДУХТ на платформі WordPress.У 2015 року наукову бібліотеку ХДУХТ було  зареєстровано у популярній соцмережі Facebook. З 2015 р. у НБ ХДУХТ діє «Інформаційно-бібліотечний портал», через який надається доступ до сканованих науково-методичних та наукових видань ХДУХТ у форматі PDF.
- «Наукова діяльність бібліотеки»

Наукова діяльність бібліотеки здійснюється шляхом проведення науково-практичних конференцій та семінарів з подальшим виданням їх матеріалів. Видано «Каталоги та інформаційний пошук» (2009 р.), «Інтеграція бібліотек до соціально-комунікаційних процесів суспільства» (2010 р.), «Розвиток інформаційно-комунікаційних технологій у бібліотеках» (2012 р.), «Бібліотека інформаційного суспільства: інноваційні стратегії розвитку» (2012 р.), «Шлях бібліотеки в онлайнове інформаційне суспільство» (2014 р.), «Бібліотека і користувач у сучасному інформаційному середовищі» (2015 р.), «Роль бібліотеки у створенні когнітивного ресурсу суспільства знань: технології, освіта, наука» (2016 р.). Бібліотека є членом Асоціації сучасних інформаційно-бібліотечних технологій м. Харкова. НБ ХДУХТ є інформаційним центром університету. Здійснюється довідково-інформаційне обслуговування користувачів у режимі вибіркового розповсюдження інформації (ВРІ). Для науковців та співробітників кафедр університету складаються інформаційні списки статей за галузевою тематикою, на вебсайті розміщується інформація про нові надходження, проводяться дні кафедр та дні інформації, щороку видаються персональні та тематичні бібліографічні покажчики наукових праць
- «Структура»

Відділ обслуговування користувачів (3 абонементи, 2 читальні зали)
Інформаційно-бібліографічний відділ
Відділ інформаційних технологій та комп’ютерного забезпечення
Відділ комплектування та наукової обробки документів і організації каталогів
Відділ зберігання фондів (з сектором обмінного фонду, створеним у червні 2013 року).

## Нагороди та репутація
За заслуги в розбудові економіки та вагомий внесок у створення гідного міжнародного іміджу України університет нагороджений дипломом та пам'ятною медаллю номінанта альманаху «Золота книга Української еліти», є лауреатом рейтингу «100 найкращих підприємств України» в номінації «Вища освіта».
Згідно з рейтингом «Компас», який спирається на оцінку роботодавців і випускників, у 2012 році ХДУХТ посів 45 місце із 240 ВНЗ України (Газета «Сегодня» № 105(4117) від 15.05.2012).